# Gustav Adolf Skalský

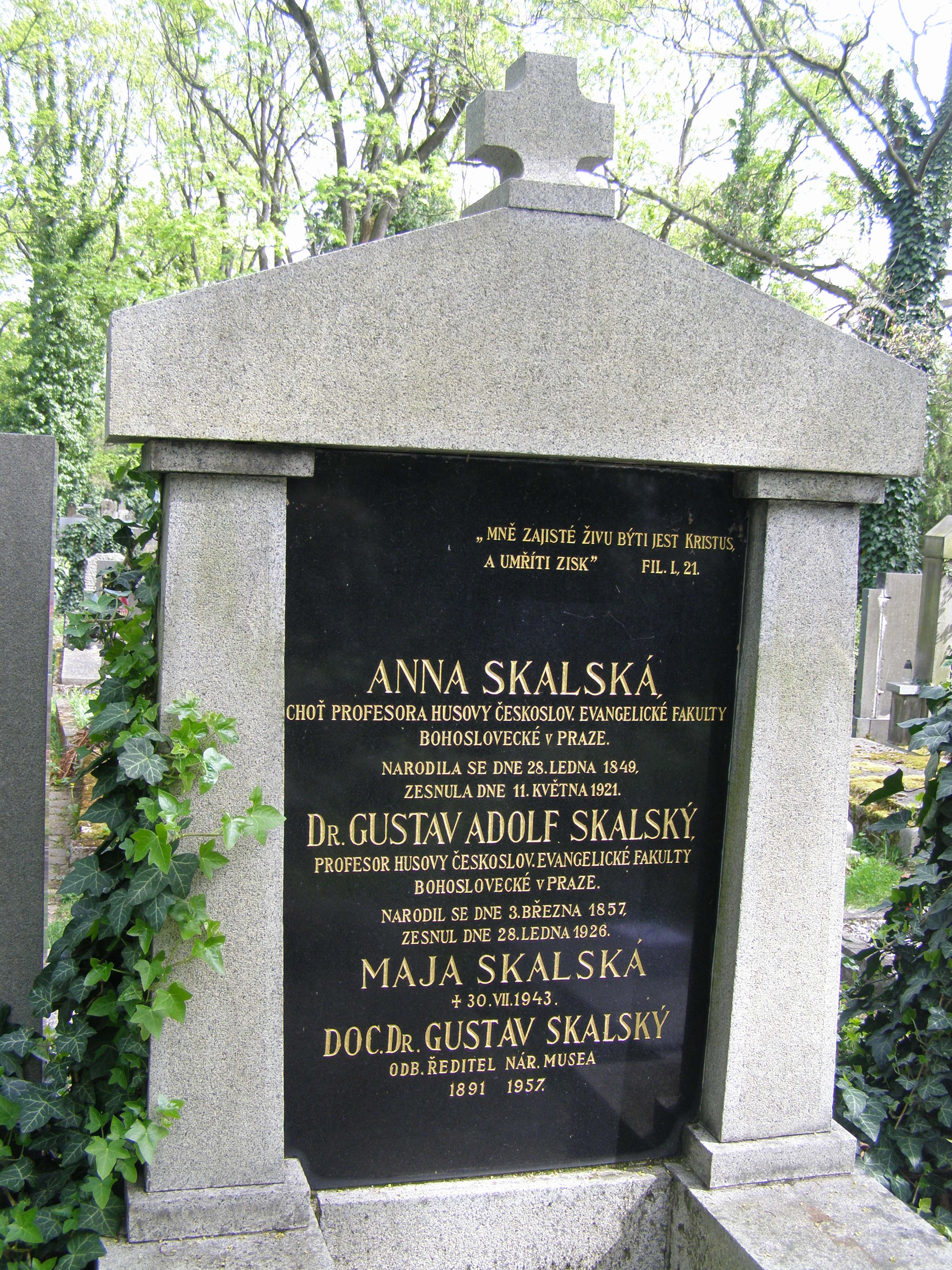
Hrob na hřbitově Malvazinky v Praze

Gustav Adolf Skalský (3. března 1857 Opatovice u Čáslavi – 28. ledna 1926 Praha) byl český teolog, duchovní Českobratrské církve evangelické, historik a vysokoškolský pedagog.

## Život
Duchovenskou činnost započal v roce 1880 jako vikář ve sboru augsburského vyznání ve svých rodných Opatovicích, poté působil jako farář ve sborech ve Vilémově a Velké Lhotě u Dačic.
Od roku 1896 byl profesorem praktické teologie na evangelické bohoslovecké fakultě ve Vídni. Byl též členem vrchní církevní rady ve Vídni.
Po vzniku Československa zorganizoval v roce 1919 založení Husovy československé evangelické fakulty bohoslovecké v Praze, jejímž se stal prvním děkanem.
Ve vědecké činnosti se věnoval zejména církevnímu právu, české reformaci a dějinám pobělohorských exulantů. S profesorem Georgem Loeschem byl spoluvydavatelem odborné historické ročenky Jahrbuch der Gesellschaft für die Geschichte des Protestantismus in Österreich.
S J. J. Kučerou založil roku 1892 vzdělavatelný a nakladatelský spolek Evangelická Matice augšpurského vyznání v Rakousku.
Jeho synem byl numismatik Gustav Skalský.